# ジャッキー・クーガン
ジョン・レスリー "ジャッキー" クーガン（John Leslie "Jackie" Coogan、1914年10月26日 - 1984年3月1日）は、アメリカ合衆国の俳優、コメディアン。無声映画の俳優として映画活動を開始した。
チャールズ・チャップリンの映画「キッド」で、映画史上初めての子役スターの1人となった。彼は後に、彼の母親と義父が映画収入を浪費したことを訴え、後にクーガン法として広く知られるようになる児童芸能人の収入の法的保護をカリフォルニア州に訴えた。クーガンは、1960年代のテレビシリーズ「アダムズのお化け一家」でフェスター・フランプ役を演じた。

## 経歴
カリフォルニア州ロサンゼルスで生まれる。ショービジネス一家に生まれ、ヴォードヴィルで子役として活動をしていたが、1921年にチャップリンの映画「キッド」で起用される。この映画で起用された影響は大きく、8歳時点で週給2万ドルを稼ぎ、ジャッキーの名前の付いた様々なグッズが売り出され、1920年代の子役スターNo.1に輝く。
1930年代に両親が離婚し、母はジャッキーのマネージャーと再婚。1935年5月4日、カリフォルニア州サンディエゴで乗っていた車が大事故に遭い、ジャッキーは生還したものの、一緒に乗っていた実の父や、友人だった俳優ジュニア・ダーキンを亡くしている。
第二次世界大戦中はアメリカ陸軍航空軍に所属し、戦後は俳優業に戻りテレビを中心に活躍。ドラマ「アダムス・ファミリー」などに出演した。
1984年3月1日、カリフォルニア州サンタモニカで死去。69歳。

## クーガン法

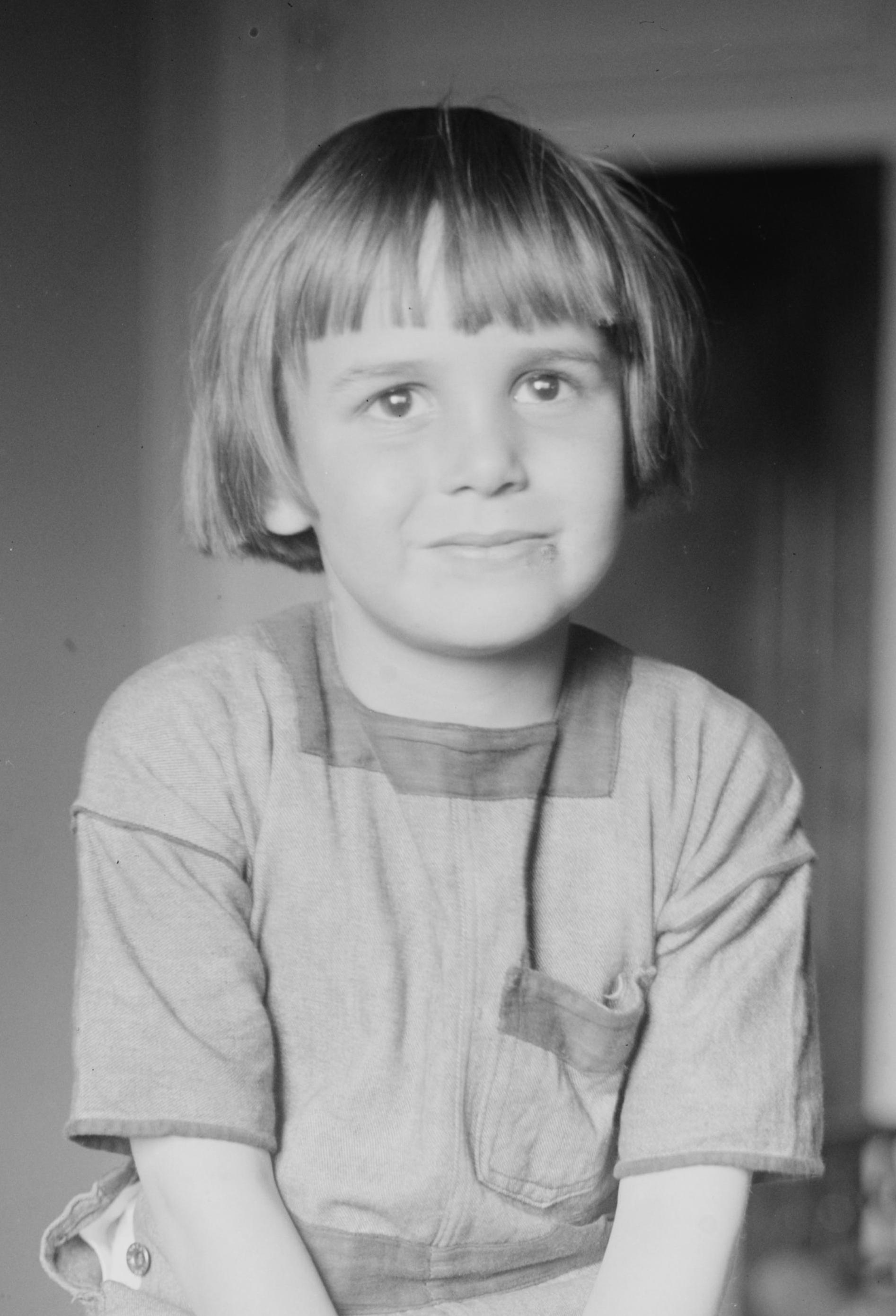
子役時代のクーガン（1920年）。

ジャッキー・クーガンは子役スターとして300万から400万ドルを稼いだ。しかし、稼いだ資産は母と義父によって全て浪費されてしまったことが発覚し、親と訴訟沙汰になった。このことは子役が稼いだお金を子役のために残しておくことを規定したクーガン法（1939年成立）のきっかけとなった。

## 家族
生涯4度の結婚をしている。
1. 1937年に女優のベティ・グレイブルと結婚するも、1939年に離婚。
2. 1941年にFlower Parryと結婚。1942年に息子が誕生。1943年に離婚。
3. 1946年にAnn McCormackと結婚。1948年に娘が誕生。1951年に離婚。
4. 1952年にDorothea Lamphereと結婚。1953年に娘、1967年に息子が誕生。死ぬまで共に過ごした。1970年に誕生した孫（娘の子）キース・クーガン（英語: Keith Coogan）は俳優として活動している。